# Free Four
«Free Four» (с англ. — «Три-четыре») — песня группы Pink Floyd с альбома 1972 года Obscured by Clouds — саундтрека к французскому фильму «Долина» (La Vallée). Представлена на второй стороне LP вторым по счёту треком. Автор музыки и слов песни «Free Four» — Роджер Уотерс, он же исполняет вокальную партию. В тексте песни «Free Four» Уотерсом впервые упоминается о гибели его отца на войне (к военной тематике Уотерс обращался уже в песне 1968 года «Corporal Clegg»), позднее эта тема была отражена в альбомах The Wall (1979) и The Final Cut (1983).

## Издания
Помимо записи на альбоме Obscured by Clouds «Free Four» была выпущена в 1972 году в виде синглов в США (с песней «Stay» на второй стороне), в Дании, Германии, Италии, Нидерландах, Новой Зеландии (с песней «The Gold It’s in the…» на второй стороне) и в Японии (с композицией «Absolutely Curtains» на второй стороне), а также была выпущена на сборнике лучших композиций Works в США в 1983 году. Песня «Free Four» чаще других композиций Pink Floyd, записанных до 1973 года, звучала в эфире американских музыкальных FM-радиостанций.

## Критика
В рецензии на «Free Four», опубликованной на сайте AllMusic, отмечается, что выбор данной композиции для выпуска на сингле и частой радиотрансляции является необычным, поскольку песня напоминает пауэр-поп и стилистически «аномальна» и нетипична для Pink Floyd. «Free Four», скорее, характерна для «The Kinks», с мелодией в духе сольных произведений Пола Маккартни, декорированной риффами фузз-гитары и хлопками в ладони, как на классических синглах T. Rex, и в целом звучит подобно послесловию к «In the Summertime» группы Mungo Jerry.

## Фильм Долина
В фильме «Долина» главные герои пытались купить лошадей для продолжения экспедиции, так как дороги кончились и на машине продвигаться по джунглям уже было нельзя. Но искателям затерянной в облаках долины не удалось договориться о покупке с владельцами лошадей. В то время, как герои картины уезжают от них на машине, начинает звучать фрагмент песни «Free Four», длящийся чуть больше 2 минут, сопровождая кадры, в которых Вивьен решает отдать все свои деньги, чтобы продолжить поиски долины, и просит вернуться назад и предложить за лошадей бо́льшую цену. По утверждению Энди Маббетта (Andy Mabbett), редактора журнала The Amazing Pudding и автора ряда книг о Pink Floyd, текст песни на альбоме и в фильме имеет некоторые отличия.

## Кавер-версии
Известна кавер-версия 1978 Disco Floyd Band на «Free Four» в стиле диско.

## Участники записи
- Роджер Уотерс — бас-гитара, вокал, хлопки в ладони;
- Дэвид Гилмор — акустическая и электрическая гитары;
- Ричард Райт — клавишные;
- Ник Мейсон — ударные;